# Угода про співробітництво у сфері безпеки між Україною та Нідерландами
Безпекова угода між Україною та Нідерландами (нід. Bilaterale veiligheidsovereenkomst tussen Nederland en Oekraïne), повна назва Угода про співробітництво у сфері безпеки між Україною та Нідерландами (нід. Overeenkomst inzake Veiligheidssamenwerking tussen Nederland en Oekraïne) — міжнародна угода, укладена 1 березня 2024 року між Україною та Нідерландами про гарантії безпеки Україні, яка визначає пріоритетні сфери двосторонньої безпекової співпраці у військовій і невійськовій сферах, зокрема в політичній, фінансовій, гуманітарній та у сфері реформ. Документ підписано президентом України Володимиром Зеленським та премʼєр-міністром Нідерландів Марком Рютте. Угода набуває чинності з моменту підписання та діє протягом 10 років із можливістю продовження. Нідерланди стали сьомою країною, яка підписала безпекову угоду з Україною.

## Підписання угоди
Україна та Нідерланди уклали безпекову угоду 1 березня 2024 року під час візиту премʼєр-міністра Нідерландів Марка Рютте до Харкова. Він взяв участь у військовому кабінеті разом з президентом України Володимиром Зеленським, міністром оборони Рустемом Умєровим, головнокомандувачем ЗСУ Олександром Сирським та командувачем Повітряних сил ЗСУ Миколою Олещуком.
Згідно з угодою, Нідерланди гарантують підтримку у відбудові та гуманітарному розмінуванні, потребу створення Міжнародного кримінального трибуналу для Російської Федерації, внесок у розвиток військово-повітряних та морських сил України. Україна зобов'язується надалі проводити реформи та використовувати надану зброю для оборони. 
Нідерланди беруть на себе 10-річні зобов'язання щодо підтримки України в кіберзахисті, в боротьбі з організованою злочинністю; допомоги в реформуванні сил оборони, щоб вони були оперативно сумісними зі стандартами НАТО, а також зобов'язання щодо підтримки України на шляху до ЄС та НАТО.
Також премʼєр-міністр Марк Рютте анонсував, що у 2024 році Нідерланди планують надати військової допомоги Україні на 2 млрд євро.